# 闭关弟兄会
闭关弟兄会是一個基督教團體。成員都遵循一套嚴格的行為守則，過著封闭式的生活，包括（但並不限於）：不准看電視、聽收音機、閱讀報紙、使用互聯網、使用手提電話、在選舉中投票、上大學求學、踏足娛樂場所、看小說、看電影、擔任政治公職、買人壽保險甚至飼養寵物等等。

## 渊源
1848年英国普利茅斯弟兄会（Plymouth Brethren）发生分裂，支持慕勒（George Muller）及其毕士大（Bethesda）聚会的被称为开放弟兄会（Open Brethren），支持达秘的聚会（Assembly）则被称为闭关弟兄会（Exclusive Brethren），当然他们从不这样称呼自己。

## 著名领袖
- 达秘
- J B Stoney
- F E Raven
- C A Coates
- James Taylor
- Bruce D. Hales